# Erysimum macrostigma
Erysimum macrostigma är en korsblommig växtart som beskrevs av Pierre Edmond Boissier. Erysimum macrostigma ingår i släktet kårlar, och familjen korsblommiga växter. Inga underarter finns listade i Catalogue of Life.